# BlackBerry Leap
BlackBerry Leap（ブラックベリー リープ）は、BlackBerryによって開発された、第4世代移動通信システム対応のSIMフリースマートフォンである。